# あべりょう
あべ りょうは、日本の男性歌手。本名非公開。
マスメディアに正体不明アーティストとして取り上げられている。

## 概要
- 2017年11月、6月に公開された「SPACE STATION」が、YouTubeで1,000万回再生を超え、同年5月に公開された「核攻撃サバイバー」は2,000万回以上の再生を記録した。
- 2018年2月13日、「核攻撃サバイバー」[3]が、3月13日には「SPACE STATION」が、第一興商の通信カラオケDAMにてそれぞれ配信[3]。8月8日、Spotifyにて、「Snow Man」や「マッチ売りの美少女は」他、7アルバムが配信開始。
- 2020年にUSEN『週刊USEN HIT J-POPランキング』にて「キミが0歳だった頃」が3位、2021年に「駐輪禁止ですよ」が9位、「キミの一番の成功体験」が2位にそれぞれランクイン。
- 地下室氷河期委員会室のグランドマスター。地下氷と略されることもある[4]。

## 議論
YouTubeで配信されている「スカイダイビング中のインストラクターの裏切り」は、子供の性的虐待を歌う曲であり、同曲の動画広告に批判が殺到した。また、「正義のYouTube広告」は、子供のいじめの防止を歌う曲であり、この動画の持つ発信力について議論が巻き起こった。

## ディスコグラフィ

### 配信シングル
| 枚   | 発売日         | タイトル               |
| ---- | -------------- | ---------------------- |
| 1st  | 2010年11月1日  | ピエロ                 |
| 2nd  | 2012年2月15日  | 東京ベクレライ         |
| 3rd  | 2012年4月11日  | コスプレコンプレックス |
| 4th  | 2012年4月11日  | AK-47                  |
| 5th  | 2012年6月6日   | 神がかりっしゅ         |
| 6th  | 2012年7月25日  | 物体SEX                |
| 7th  | 2012年8月22日  | 時速10万kmの円周率     |
| 8th  | 2012年8月22日  | 幸せの定義             |
| 9th  | 2012年10月17日 | 青年海外協力隊の唄     |
| 10th | 2012年11月28日 | 一夫多妻宣言           |
| 11th | 2012年12月26日 | 東京ジルコニウム       |
| 12th | 2013年2月6日   | 明日も歩くよ           |
| 13th | 2013年10月9日  | 市場を歩こう           |

## タイアップ
- 「ピエロ」 ‐ TBS「あいまいナ!」（2011年）エンディングテーマ
- 「ユーサ」 ‐ テレビ朝日「ちい散歩」（2011年1月4日 - 3月31日）エンディングテーマ
- 「幸せの定義」 - テレビ朝日「若大将のゆうゆう散歩」（2012年7月16日 - 10月5日）エンディングテーマ
- 「明日も歩くよ」 - テレビ朝日「若大将のゆうゆう散歩」（2013年1月4日 - 3月29日）エンディングテーマ
- 「二次元少女」 - フジテレビ「志村だヨ!」（2013年4月）エンディングテーマ
- 「シェールの休日」- フジテレビ「志村だヨ!」（2013年6月）エンディングテーマ
- 「市場を歩こう」 - テレビ朝日「若大将のゆうゆう散歩」（2013年10月1日 - 12月30日）エンディングテーマ
- 「ナパーム弾」 - フジテレビ「志村笑!」（2013年11月）エンディングテーマ
- 「ヒツジ旅」 - テレビ朝日「若大将のゆうゆう散歩」（2014年4月2日 - 6月30日）エンディングテーマ
- 「キミの一番の成功体験」 - フジテレビ「Tune」エンディング曲（2021年）